# Coleophora strutiella
Coleophora strutiella là một loài bướm đêm thuộc họ Coleophoridae. Nó được tìm thấy ở Tây Ban Nha.
Ấu trùng ăn Gypsophila struthium. Full-grown cases are found at the end of tháng 5 and đầu tháng 6.